# Samland
Das Samland  ist eine Halbinsel in der südöstlichen Ostsee. Als westlicher Teil des nördlichen Ostpreußens gehört das Samland seit 1945 zu Russland.

## Name
Der Volksname Sambi bedeutet möglicherweise der Seinige oder Sippenangehörige. Denkbar ist auch eine Ableitung vom altpreußischen Wort semmē = Erde. Semba war der Eigenname der dortigen Bevölkerung; Semben hießen sie in der altnordischen Sprache der Dänen. Das dänische Lagerbuch nennt das Samland 1268 Zambia. Das in Lappland lebende finno-ugrische Volk der Samen hat nichts mit „Samland“ zu tun.

## Lage

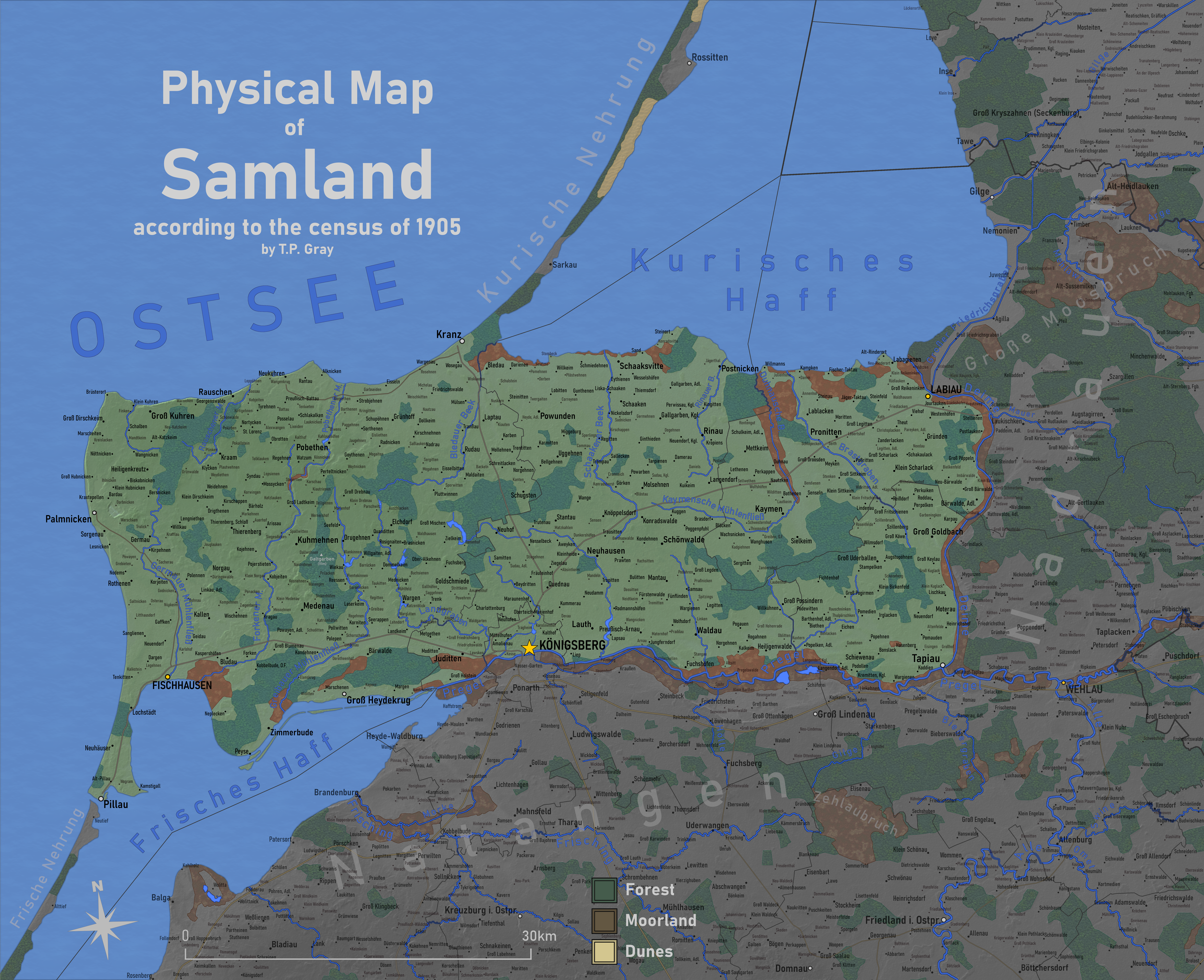
Physische Karte des Samlands im Jahr 1905

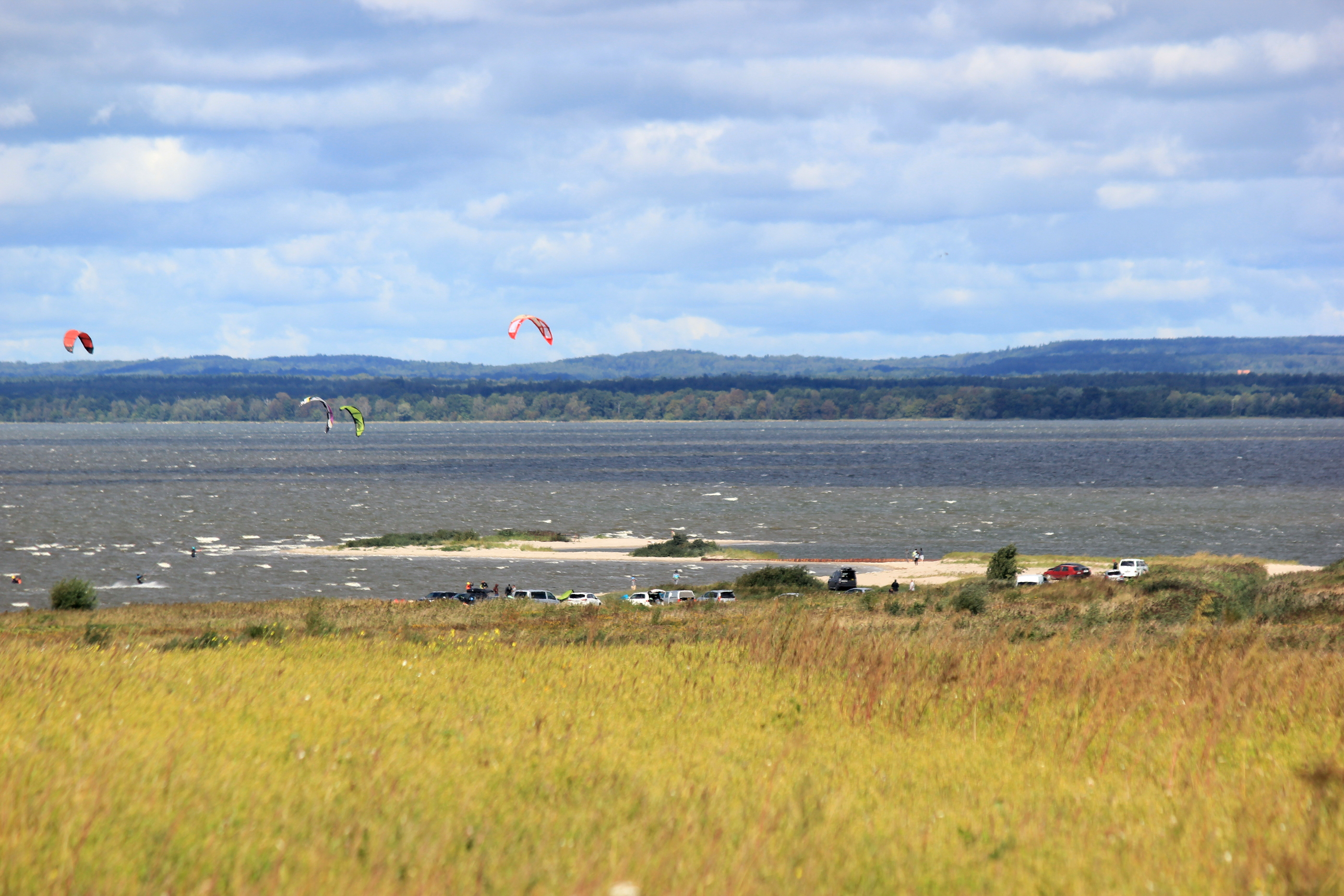
Blick über den nordöstlichen Teil des Frischen Haffs auf Samland und das Alkgebirge

Die etwa 75 × 30 km große Halbinsel ist der Rest des tertiären Samländischen Sockels und ragt zwischen Frischem Haff, Kurischem Haff und den Nehrungen in die Ostsee. Der östliche Teil ist eben, der westliche hügelig. Der höchste Punkt ist mit 111 m der Galtgarben im Alkgebirge. Im Norden und Westen hat das Samland überwiegend Steilküsten, im Süden Dünen. Im binnenländischen Süden und Osten gelten der Pregel und die Deime als Grenze. Die Deime verläuft von Gwardeisk (Tapiau) nach Polessk (Labiau) und mündet 4 km weiter in das Kurische Haff. Bedeutendste Städte des Samlands waren Altstadt, Kneiphof und Löbenicht, die 1724 zur Königlichen Haupt- und Residenzstadt Königsberg zusammengelegt wurden.

## Geschichte

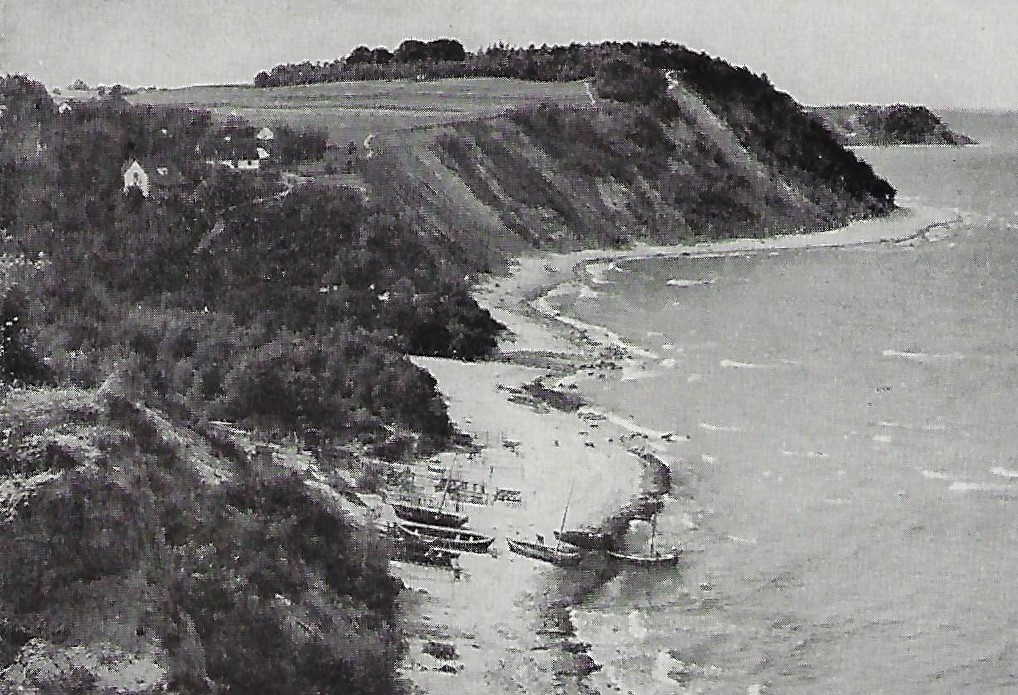
Wachbudenberg an der Nordwestecke des Samlandes

Erstmals urkundlich erwähnt wurde das Samland im 5. Jahrhundert v. Chr. bei Herodot, der es als „Bernsteinland“ bezeichnete. Die Landschaft war im 1. Jahrhundert n. Chr. von Prußen besiedelt. In seinem Werk „Germania“ schrieb Tacitus, dass die Ästier die östlichen Nachbarn der Goten im Weichseldelta gewesen seien.

### Wikingerzeit
Archäologen hatten schon im 19. Jahrhundert südlich der Kurischen Nehrung bei Wiskiauten unweit von Königsberg ein wikingerzeitliches Gräberfeld  entdeckt. Die 500 Hügel- und Erdgräber sind etwa 1000 Jahre alt. Sie enthalten Waffen, Schmuck und Kleidung, die deutlich skandinavischen Vorbildern folgen. Archäologen des Deutschen Archäologischen Instituts um Siegmar von Schnurbein und des Archäologischen Landesmuseums Schleswig (Stiftung Schleswig-Holsteinischer Landesmuseen Schloss Gottorf) um Claus von Carnap-Bornheim haben 2006 in Zusammenarbeit mit russischen Archäologen Keramik, Schlacken, Knochen und bearbeiteten Bernstein gefunden. Silbermünzen und Gewichtsstücke waren schon früher aufgetaucht. Die Funde aus dem 10. bis 12. Jahrhundert deuten auf eine Siedlung in der Nähe des Kurischen Haffs, womöglich ein frühes Zentrum der Bernsteinindustrie mit guter Verbindung nach Skandinavien. Die Ausgrabungsstätte wird in der Zukunft Gegenstand intensiver Forschungen bleiben.

### Mittelalter
Das Samland ist einer der alten prußischen Gaue. Als Päpstlicher Legat teilte Wilhelm von Modena Preußen (historische Landschaft) in vier Bistümer: Erzbistum Ermland, Pomesanien, Fürstbistum Samland und Kulmerland. Das Samland wurde von Balga aus durch den Deutschen Orden erobert. Im Deutschordensstaat waren
Königsberg (1255), Labiau (1258) und Tapiau (1265) wichtige Ordensburgen und Stadtgründungen. Lange Zeit war das Samland eines der letzten Siedlungsgebiete der Prußen. Später wurde es ein zentraler Landesteil Ostpreußens. Das Fürstbistum Samland spielte in der Geschichte Preußens eine große Rolle.

### Neuzeit

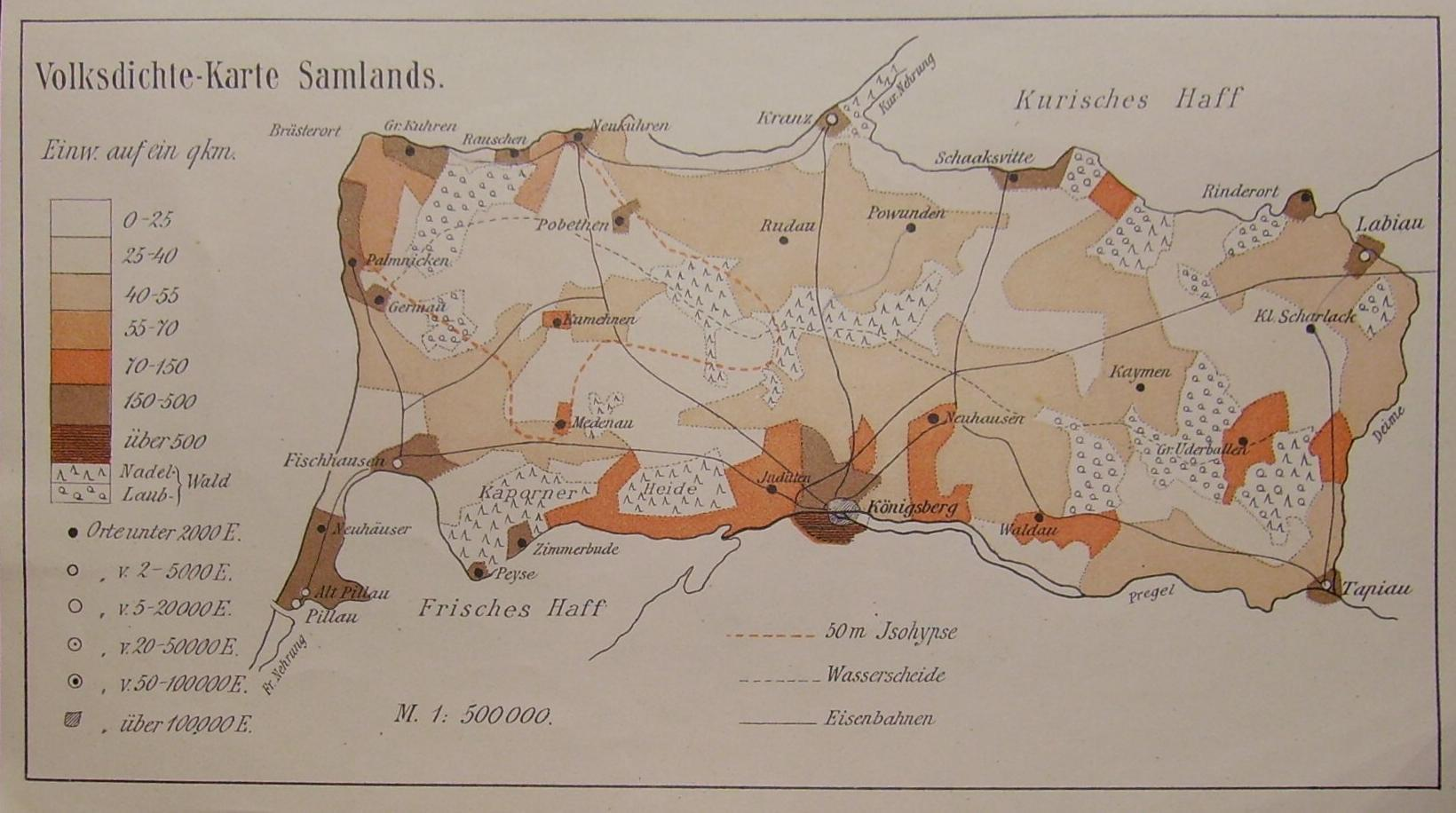
Bevölkerung (1902)

In der Mitte des Samlands liegt Chrabrowo (Powunden) mit dem Flughafen Kaliningrad. Bedeutend sind auch die bei dem Küstenort Jantarny (Palmnicken) vorhandenen Bernstein-Vorkommen, die im Tagebau gewonnen werden.
Eine wichtige Rolle spielt der Tagestourismus an der Ostseeküste für die Oblast Kaliningrad. Seit dem 19. Jahrhundert entwickelte sich der Seebädertourismus vor allem in Cranz und Rauschen. Dieser brach in der Ostpreußischen Operation (1945) zusammen. Nach der Perestroika nahm er seit den 1990er Jahren einen erneuten Aufschwung.
Von 1939 bis 1945 waren die samländischen Kreise Fischhausen und Königsberg (Pr) zum Landkreis Samland zusammengefasst. Der Samlandplan sah die Errichtung einer neuen Universitätsstadt im Fritzener Forst nördlich von Königsberg vor. Er stand im Zusammenhang mit der im Reichsgesetzblatt vom März 1941 veröffentlichten Verordnung über die Neugestaltung Königsbergs. Nach Flucht und Vertreibung der ursprünglich ansässigen Deutschen leben heute hauptsächlich Russen, Ukrainer und Belarussen in der Region. Beate Uhse, Volker Lechtenbrink und Wilhelm Wien stammten aus dem Samland.

## Legende
Der Sage nach war Samo der zweite Sohn des Königs Widowuto, der das Land von Crono und Hailibo bis an die Skara (Pregel) erhielt. Er baute sich auf einem teilweise aufgeschütteten mächtigen Sandberg die Feste Gailgarwo (Galtgarben). Samo hatte mit den Seinen eine „sonderliche Lebensweise, denn sie waren andächtiger wie die übrigen Brutener“. Sie wählten einen besonderen Eichwald als Andachtsstätte aus und hielten dort „einen Haufen Schlangen zu Ehren ihrer Götter“. Samo hatte weniger Kinder als seine elf Brüder, denn seine Frau Pregolla ertrank in der Skara, weshalb der Fluss den Namen Pregel erhielt.

## Siehe auch

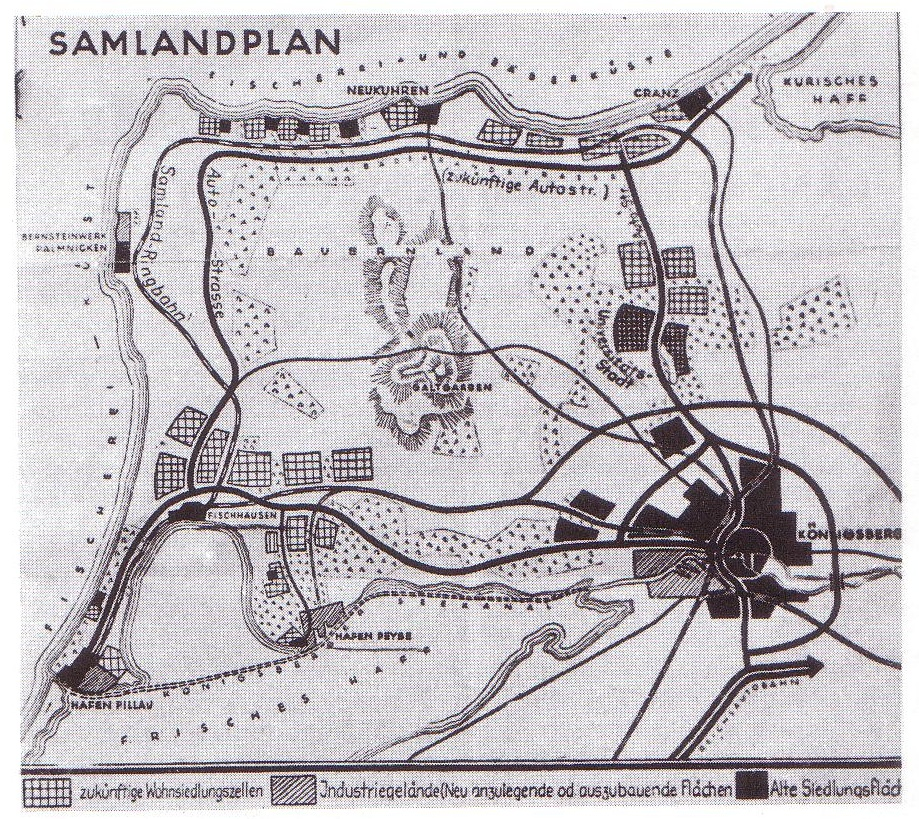
Samlandplan (1939)